# ペドロ・モラレス (サッカー選手)
ペドロ・アンドレス・モラレス・フローレス（Pedro Andrés Morales Flores, 1985年5月25日 - ）は、チリ・ワルペン出身の元同国代表サッカー選手。現役時代のポジションはミッドフィールダー。

## 経歴
2016年限りでMLSのバンクーバー・ホワイトキャップスを退団。翌年1月16日、CSDコロコロへ加入し母国に復帰することが発表された。

## タイトル

### クラブ
ディナモ・ザグレブ
- プルヴァHNL : 2008-09, 2009-10, 2010-11
- フルヴァツキ・ノゴメトニ・クプ : 2008-09, 2010-11
- フルヴァツキ・ノゴメトニ・スーペルクプ : 2010

ウニベルシダ・デ・チレ
- プリメーラ・ディビシオン : 2012
- コパ・チリ : 2012-13

バンクーバー
- カナディアン・チャンピオンシップ : 2015

### 個人
- MLS年間新人賞 : 2014
- バンクーバー・ホワイトキャップス年間選手賞 : 2014